# Chironomus fasciatus
Chironomus fasciatus är en tvåvingeart som först beskrevs av Johann Wilhelm Meigen 1804.  Chironomus fasciatus ingår i släktet Chironomus och familjen fjädermyggor. Inga underarter finns listade i Catalogue of Life.